# The Manual for People Who Want to Love
The Manual for People Who Want to Love (en hangul, 사랑하는 사람들을 위한 지침서) es el primer EP de la cantante surcoreana Bibi. Fue lanzado por Feel Ghood Music y The Five Cultural Industrial Company y distribuido por Kakao M el 12 de junio de 2019. El álbum consta de cuatro pistas, incluido su sencillo principal titulado «Nabi (나비)».

## Antecedentes y lanzamiento
Tras el lanzamiento de su primer sencillo titulado «Binu (비누)», el 7 de junio de 2019 se anunció el lanzamiento del primer miniálbum de la cantante surcoreana Bibi bajo el sello discográfico Feel Ghood Music, perteneciente al rapero y compositor Tiger JK. El 10 de junio fue lanzado un vídeo promocional, donde se emula un anuncio comercial promocionando el EP. El álbum fue lanzado el 12 de junio de 2019 con el título The Manual for People Who Want to Love (사랑하는 사람들을 위한 지침서) y contiene cuatro canciones, incluyendo su sencillo principal titulado «Nabi (나비)».
El EP es un álbum conceptual que abarca múltiples géneros musicales, como R&B contemporáneo, soul y hip hop, y en donde cada canción «representa un tipo diferente de amor», haciéndose acompañar cada pista de un subtítulo: «The Manual for Cat People, With Some Essential Advice Regarding You and Your Furry Best Friend» para «Nabi (나비)», «The Ultimate Manuals of Love» para «Give More Care Less», «The Manual for Bad Girls who Fell in Love with a Bad Guy» para «Pretty Ting» y «The Manual for People in a Long-Distance Relationship» para «Fedexx Girl».
Todas las canciones fueron escritas y compuestas por Bibi.

## Lista de canciones
| CD / Descarga digital |                                    |                    |                    |              |          |  |
| N.º                   | Título                             | Letras             | Música             | Arreglos     | Duración |  |
| 1.                    | «Nabi (나비)»                      | Bibi               | stevenc4stle, Bibi | stevenc4stle | 3:13     |  |
| 2.                    | «Give More Care Less»              | Bibi               | stevenc4stle, Bibi | stevenc4stle | 3:07     |  |
| 3.                    | «Pretty Ting» (feat. Kim Seungmin) | Bibi, Kim Seungmin | stevenc4stle, Bibi | stevenc4stle | 2:55     |  |
| 4.                    | «Fedexx Girl» (feat. Changmo)      | Bibi, Changmo      | The Need, Bibi     | The Need     | 3:29     |  |
| 12:44                 |                                    |                    |                    |              |          |  |

## Historial de lanzamiento
| País          | Fecha               | Formato                       | Sello                                                           |
| ------------- | ------------------- | ----------------------------- | --------------------------------------------------------------- |
| Corea del Sur | 12 de junio de 2019 | CD Descarga digital streaming | Feel Ghood Music, The Five Cultural Industrial Company, Kakao M |